# Typhlodromips hinoki
Typhlodromips hinoki är en spindeldjursart som först beskrevs av Ehara 1972.  Typhlodromips hinoki ingår i släktet Typhlodromips och familjen Phytoseiidae. Inga underarter finns listade i Catalogue of Life.